# Pomeni imen asteroidov: 66001–67000
Pregled pomenov imen asteroidov (malih planetov) od številke 66001 do 67000, ki jim je Središče za male planete dodelilo številko in so pozneje dobili tudi uradno ime  v skladu z dogovorjenim načinom imenovanja. Pregled je preverjen z Schmadelovim “Slovarjem imen malih planetov” (“Dictionary of Minor Planet Names”). 
Pregled pojasnjuje izvor oziroma pomen imen asteroidov, ki ga je priznala Mednarodna astronomska zveza (IAU). Nekateri asteroidi imajo imajo dodatno pojasnilo o izvoru imena, ki pa vedno ni popolnoma zanesljivo (oznaka “†” ali “‡“). 
| Ime                  | Začasna oznaka | Izvor imena |
| 66001–66100          | 66001–66100    | 66001–66100 |
| 66101–66200          | 66101–66200    | 66101–66200 |
| 66201–66300          | 66201–66300    | 66201–66300 |
| -------------------- | -------------- | --- |
| 66207 Carpi          | 1999 CB1       | mesto Carpi, Italija † Arhivirano 2006-02-07 na Wayback Machine. |
| 66301–66400          |                | |
| 66401–66500          |                | |
| 66458 Romaplanetario | 1999 QV1       | Planetarij v Rimu (Planetario di Roma), Rimski planetarij (nov je bil odprt leta 2004, ki je nadomestil starega zaprtega leta 1984), na tem planetariju je deloval tudi odkritelj †                                                  |
| 66479 Healy          | 1999 RQ33      | David H. Healy, ameriški astrofotograf in odkritelj asteroida, prispeval je tudi v Burnhamov Nebesni priročnik (Celestial handbook) † ‡ Arhivirano 2007-09-27 na Wayback Machine.                                                    |
| 66501–66600          |                | |
| 66601–66700          |                | |
| 66652 Borasisi       | 1999 RZ253     | asteroid je binarni sistem z luno (66652) Borasisi I Pabu, predstavlja mitsko personifikacijo Sonca (Borasisi) in Lune (Pabu) v izmišljeni kozmogoniji bokonizma, ki ge je Kurt Vonnegut opisal v delu Mačja kletka (Cat's Cradle) † |
| 66661 Wallin         | 1999 TK2       | John F. Wallin, ameriški astrofizik in vzgojitelj † |
| 66667 Kambič         | 1999 TZ11      | Bojan Kambič (rojen 1959), slovenski ustanovitelj in urednik prve slovenske astronomske revije Spika (izhaja od leta 1993) † |
| 66671 Sfasu          | 1999 TJ17      | Državna univerza Stephena F. Austina State University (Stephen F. Austin State University ali SFA) v mestu Nacogdoches, Teksas, ZDA †                                                                                                |
| 66701–66800          |                | |
| 66801–66900          |                | |
| 66843 Pulido         | 1999 VG        | Alfonso Pulido, španski računalniški astronomski programer, razvil je brezplačen program Elbrus za nadzor teleskopov † |
| 66901–67000          |                | |
| 66934 Kálalová       | 1999 WF1       | Vlasta Kálalová-Di Lotti, češka zdravnica in entomologinja, ustanoviteljica in predstojnica bolnice Mustausaf Czechoslovak v Bagdadu, Irak † ‡                                                                                       |
| 66939 Franscini      | 1999 WQ8       | Stefano Franscini (1796 – 1857), švicarski politik † |

| Predhodnik: 65001–66000 | Pomeni imen asteroidov Seznam asteroidov (66001-66250) Seznam asteroidov (66251-66500) Seznam asteroidov (66501-66750) Seznam asteroidov (66751-67000) | Naslednik: 67001–68000 |